# Rusland op het Junior Eurovisiesongfestival 2012
Rusland nam deel aan het Junior Eurovisiesongfestival 2012 in Amsterdam, Nederland. Het was de achtste deelname van het land op het Junior Eurovisiesongfestival. De selectie verliep via een nationale finale. Rusland-1 was verantwoordelijk voor de Russische bijdrage voor de editie van 2012.

## Selectieprocedure
Reeds enkele weken na afloop van het Junior Eurovisiesongfestival 2011 gaf de Russische nationale omroep te kennen te zullen deelnemen aan de tiende editie van het Junior Eurovisiesongfestival. De selectieprocedure volgde hetzelfde stramien als in 2011. Geïnteresseerden kregen tot april de tijd zich kandidaat te stellen bij hun regionale omroep. Elke regionale omroep kon maximum vijf artiesten voordragen voor de nationale finale bij Rusland-1. Het lied dat gezongen werd door de kandidaten, moest nog niet het lied zijn waarmee ze wilden meedingen naar het ticket voor Amsterdam.
Begin mei beluisterde een vakjury alle inzendingen selecteerde vervolgens twintig finalisten. Deze twintig kandidaten mochten op zondag 3 juni deelnemen aan de nationale finale, waarin de winnaar bepaald werd door een mix van stemmen via sms en telefoon. Opvallende deelnemer was Lerika, het meisje dat Moldavië vertegenwoordigde in 2011. Zij wist uiteindelijk ook met de zegepalm aan de haal te gaan, waardoor ze de eerste artiest werd die twee verschillende landen vertegenwoordigd heeft op het Junior Eurovisiesongfestival.

## Natsionalnij Otbor 2012
| Plaats | Artiest               | Lied                       | Punten |
| ------ | --------------------- | -------------------------- | ------ |
| 1      | Lerika                | Sensatsia                  | 12,34  |
| 2      | Dajana Kirillova      | Pjat minoet do oeroka      | 9,04   |
| 3      | Lema Nalgijeva        | Moja metsjta               | 8,57   |
| 4      | Ivan Pomarkov         | Raz, dva, tri              | 8,34   |
| 5      | Sorvancy              | Idoet geroj kino           | 8,12   |
| 6      | Delfin                | Hip hop                    | 7,23   |
| 7      | Aleksandra Boldireva  | 12345 (pro metsjtoe)       | 5,88   |
| 8      | Vasilia Matvejeva     | Strannyy kot               | 5,58   |
| 9      | Renata Tazetdinova    | Angel                      | 4,19   |
| 10     | Tonika                | Zdravstvoej, solntse       | 3,85   |
| 11     | Alisa Sementina       | No Barbie, no Ken          | 3,64   |
| 12     | Bon Soe Hen           | Evro, evro                 | 3,22   |
| 13     | Vladlena Bogdanova    | V dvoeh sjagah ot metsjty  | 3,17   |
| 14     | Ivan Smidovitsj       | Pervaja ljoebov            | 2,96   |
| 15     | Alina Morozova        | Devotsjka vredina          | 2,86   |
| 16     | Akademia Volsjebnikov | Sjag navstretsjoe solnstoe | 2,72   |
| 17     | Evgeni Sjkoenov       | Mama, ty esjyo molodaja    | 2,59   |
| 18     | Kristina Koelesj      | Superstar                  | 2,37   |
| 19     | Elizaveta Sjorohova   | Ja naidoe (svojoe zvezdy)  | 1,94   |
| 20     | Aleksej Mysjkarev     | Tebe darjoe                | 1,38   |

## In Amsterdam
Op maandag 15 oktober werd er geloot voor de startvolgorde van het Junior Eurovisiesongfestival 2012. Rusland was als vijfde van twaalf landen aan de beurt, na België en voor Israël. Aan het einde van de puntentelling stond Rusland op een vierde plek, met 88 punten.